# St. Laurentius (Dornheim)

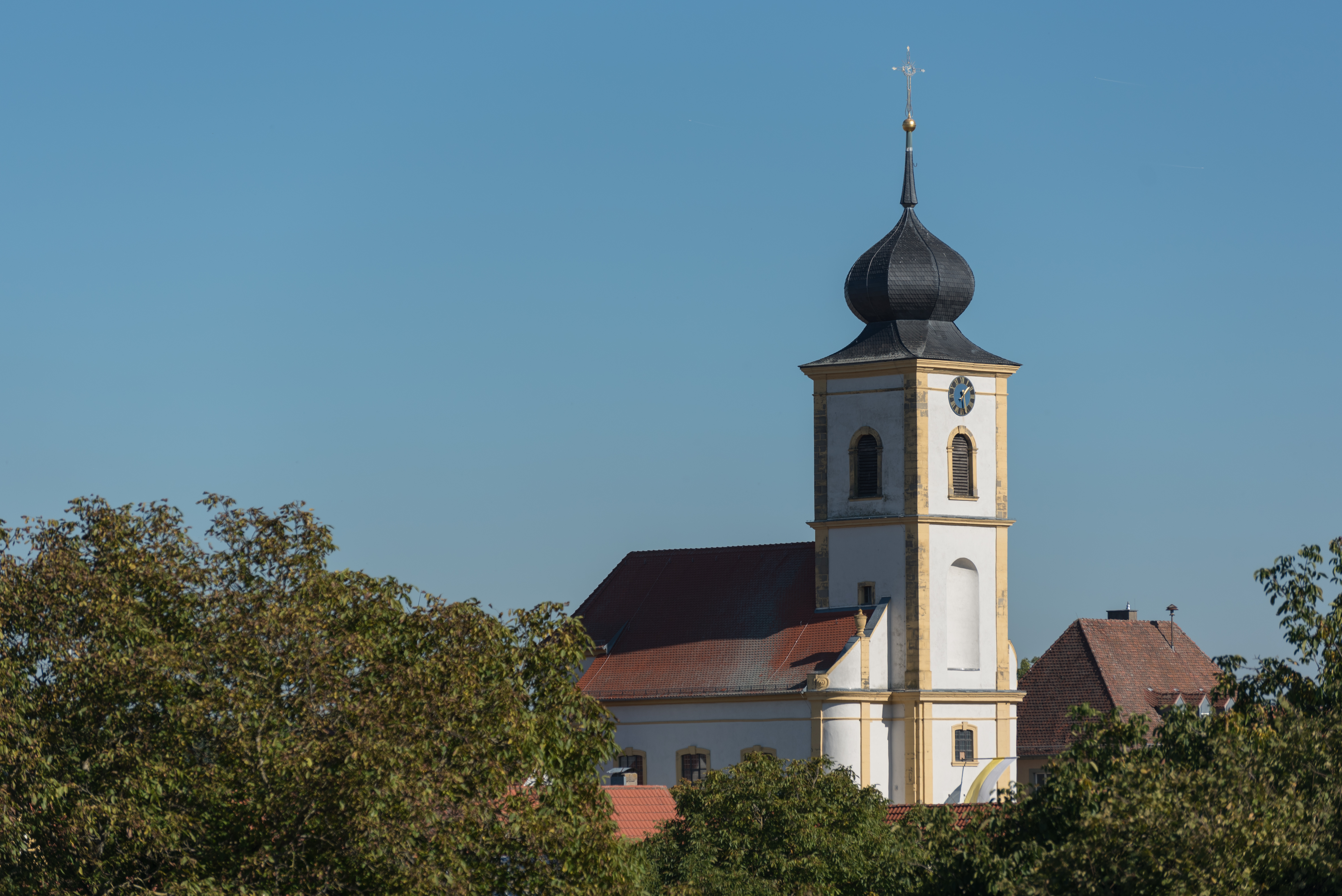
Die Dornheimer Laurentiuskirche

Die römisch-katholische Kirche St. Laurentius ist ein Gotteshaus in Dornheim, einem Gemeindeteil der unterfränkischen Stadt Iphofen. Sie steht an der Altmannshäuser Straße im Ortskern und gehört heute zum Erzbistum Bamberg. In Dornheim existiert daneben eine Evangelische Kirche. 

## Geschichte
Im Jahr 741 wurde in Dornheim eine der sogenannten Urpfarrkirchen genannt, mit denen das Bistum Würzburg bei seiner Gründung ausgestattet wurde. Dieses Gotteshaus war dem Frankenheiligen Remigius geweiht. Diese Pfarrkirche kann als früher Steinbau wahrscheinlich gemacht werden. Die Kirche war eine der vier Eigenkirchen im fränkischen Verwaltungsgebiet Iffgau. Es ist davon auszugehen, dass die Franken von Dornheim aus die Besiedlung und die Christianisierung der einheimischen Bevölkerung weiter vorantrieben. Die Remigiuskirche verschwand mit Abschluss der Christianisierung im Laufe des Mittelalters und Dornheim erhielt eine dem Ortspatron Laurentius geweihtes Gotteshaus. 
Die Kirche wurde im Zweiten Markgrafenkrieg stark bedrängt. Am 8. Juli 1462 brannten die Truppen des Fürstbischofs von Würzburg den Kirchhof nieder. Im Jahr 1793 war die jetzige Kirche geweiht worden, kostete damals 12128 Gulden und diente bis ins Jahr 1845 als Simultankirche, ehe die lutherischen Bewohner des Dorfes ein eigenes Gotteshaus erhielten. Am 10. und 11. April 1945 wurde Dornheim, das in der Einflugschneise amerikanischer Bomber nach Würzburg lag, mehrfach angegriffen. Neben den Tieffliegern griffen auch amerikanische Artilleriestellung das Dorf an, weil hier Widerstand durch die Wehrmacht vermutet wurde. Das Gebäude war bis auf die Langhausmauern und den Turm abgebrannt und wurde bis um 1960 wieder aufgebaut. Letztmals sanierte man die Kirche in den 2000er Jahren.

## Architektur

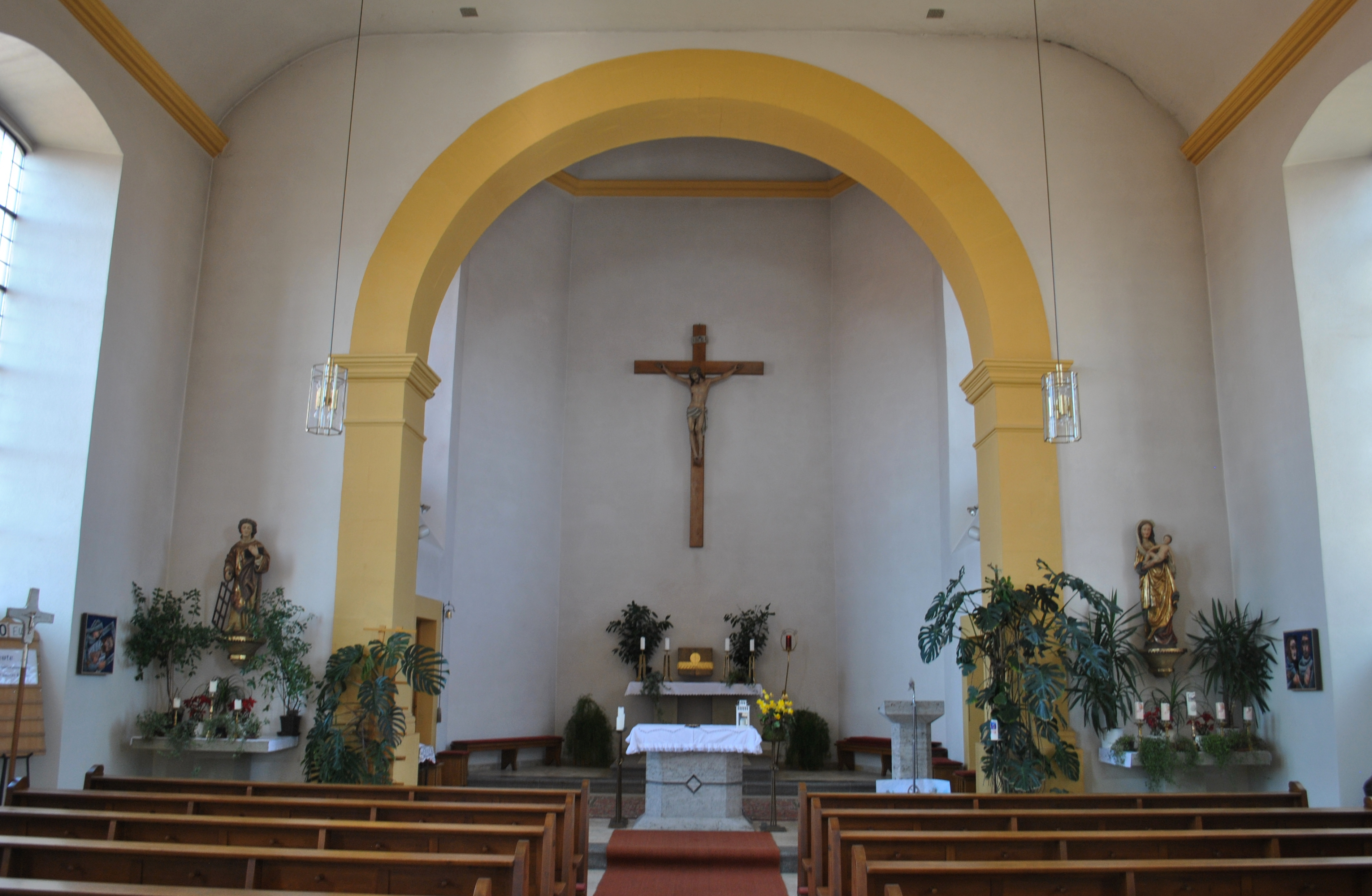
Der Innenraum der Laurentiuskirche

Die Kirche präsentiert sich als kleiner Saalbau mit einem Fassadenturm. Die Erneuerung der Kirche nach den Zerstörungen des Zweiten Weltkriegs vereinfachte das Erscheinungsbild des eigentlich barocken Baus an mehreren Stellen. Das  satteldachgedeckte Langhaus der Kirche ist dreiachsig und wird von langgestreckten Rechteckfenstern durchlichtet. Der Rechteckchor ist mit zwei weiteren Fenstern ausgestattet, der Chorbogen wurde im Inneren als kaum gegliederter Bogen errichtet. Der Kirchturm ist rechteckig gestaltet. Er ist viergeschossig und wird von drei Gesimsen gegliedert. Prägend ist die unbesetzte, halbrunde Figurennische im dritten Geschoss. Das oberste Geschoss beinhaltet die Glockenstube und ist mit vier Rundbogenfenstern ausgestattet. Der Turm schließt mit einer Welschen Haube ab.

## Ausstattung
Die Kirche erhielt in der Nachkriegszeit eine moderne Ausstattung, die aus einem schlichten Volksaltar aus Beton und einem ebenfalls aus Beton geschaffenen Redepult besteht. Ältere Stücke im Inneren sind zwei Heiligenfiguren, die aus dem 18. Jahrhundert stammen. Die beiden wurden links und rechts des Chorbogens angebracht und ersetzen hier zwei Altarretabeln. Es handelt sich um eine Figur des Kirchenpatrons Laurentius von Rom, der mit einem Rost dargestellt ist. Auf der rechten Seite ist eine Darstellung der Muttergottes Maria zu finden, die ebenfalls eine bedeutende Rolle für die Gemeinde hat. Der Chorraum wird von einem aufgehängten Kruzifix dominiert, das ebenfalls aus der Ausstattung des 18. Jahrhunderts stammt.